# Oregons historia som vindistrikt
Oregons historia som vindistrikt går tillbaks till tiden före delstaten blev inkorporerad. Bosättare planterade vindruvor i regionen redan på 1840-talet. Dock var det först under 1960-talet som vinproduktionen blev en större industri. Under 1970-talets senare del blev vinet från Oregon uppmärksammat än mer och 2005 såldes vin till ett värde (i butikerna) av 184,7 miljoner dollar från delstaten.

## Historia

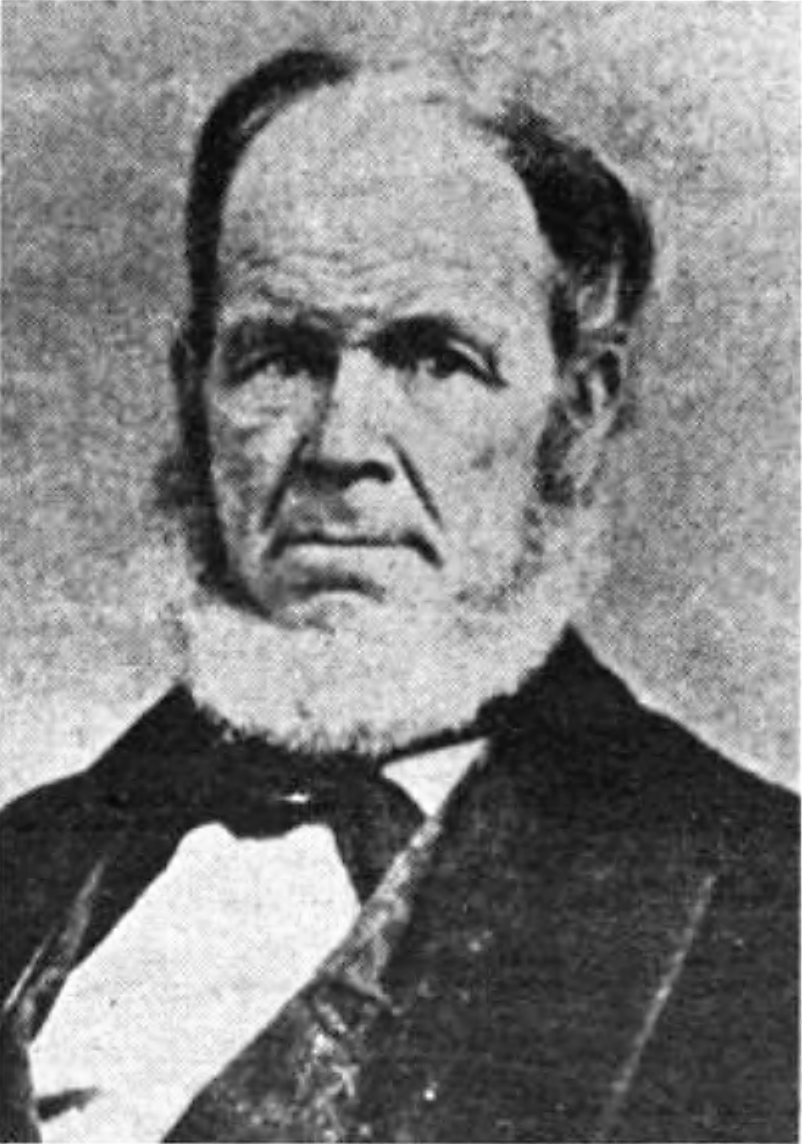
Henderson Luelling

Vindruvor plantades från 1847 i Oregon Territory av Henderson Luelling. Under 1880-talet experimenterades med olika tillsatser såsom Zinfandel, Riesling och Sauvignon. Under förbudstiden och fram till 1933 bedrevs ingen vinproduktion. Och under decennier framåt var produktionen liten. Egentligen ända till 1960-talet, då industrin återuppbyggnaden började på allvar. Under 1970- och 1980-talet fick flera av Oregons vinproducenter att motta priser och produktionen ökade stadigt. 2005 fanns det 314 vinerier och 519 vingårdar i delstaten.